# Armenia medieval

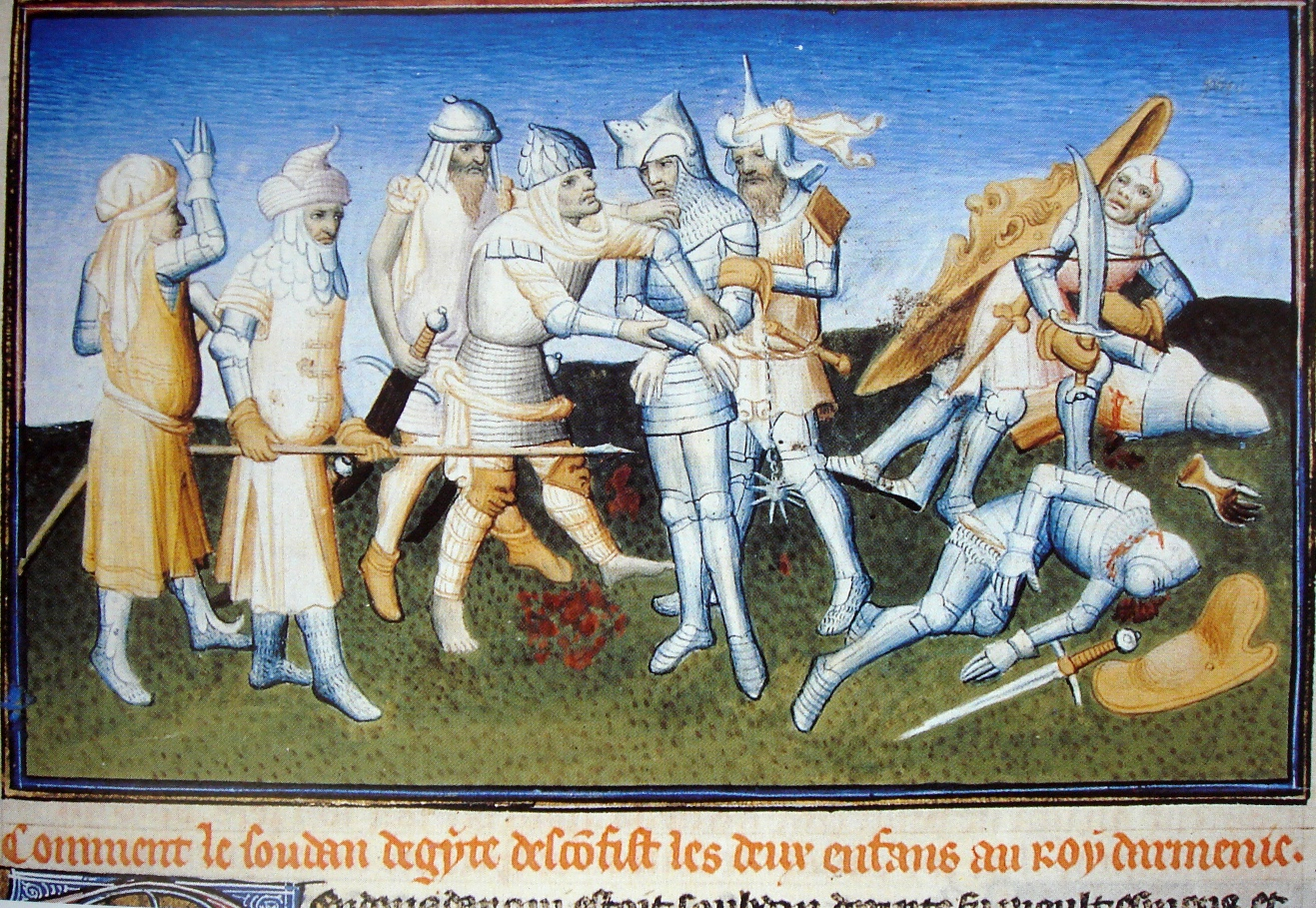
Los mamelucos derrotan a los armenios en el Desastre de Mari en 1266 (imagen del)

La historia medieval de Armenia (Armenio: Միջնադարյան Հայաստան) abarca la historia de Armenia, durante la Edad Media.

## Preludio

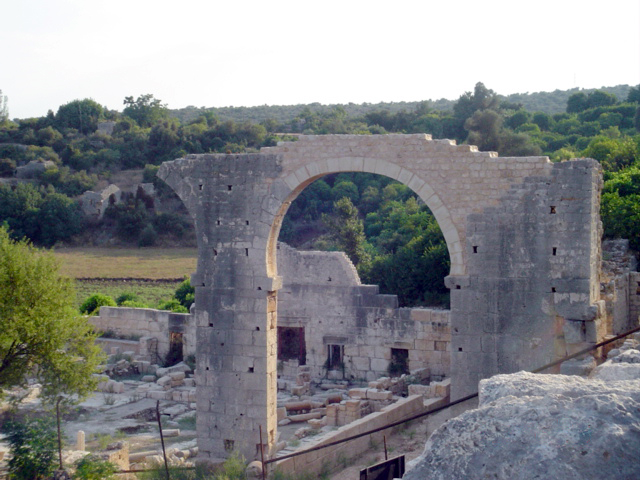
Ruinas de la ciudad romana de Sebaste, actualmente en Turquía.

Desde la caída de Roma, Armenia es el muro de contención entre el poderío persa y el bizantino. Durante el gobierno de Tirídates III (año 302) se establece el cristianismo como religión oficial del Estado, siendo el gran evangelizador de Armenia san Gregorio el Iluminador. 
A la muerte de Tirídates III entra Armenia en una etapa de anarquía y luchas sangrientas acompañadas de una política versátil entre Persia y Bizancio. El establecimiento del alfabeto armenio (c. 405) fue de una importancia excepcional para el desarrollo de la cultura. Hasta este momento el griego era la lengua literaria y el persa la administrativa.
La Armenia occidental había estado bajo el control bizantino desde la partición del Reino de Armenia en el 387, mientras que la Armenia oriental había estado bajo la ocupación del Imperio sasánida  desde 428. Independientemente de las controversias religiosas, muchos armenios se integraron con éxito en el Imperio bizantino y ocuparon puestos clave. En la Armenia ocupada por los sasánidas, el pueblo luchó para preservar su religión cristiana. Esta lucha alcanzó su culminación en la batalla de Avarayr que, aunque fue una derrota militar, propició que el sucesor de Vartan Mamikonian, Vahan, lograse que los persas a concedieran la libertad religiosa para los cristianos armenios por el Tratado de Nvarsak de 484.

## Conquista árabe

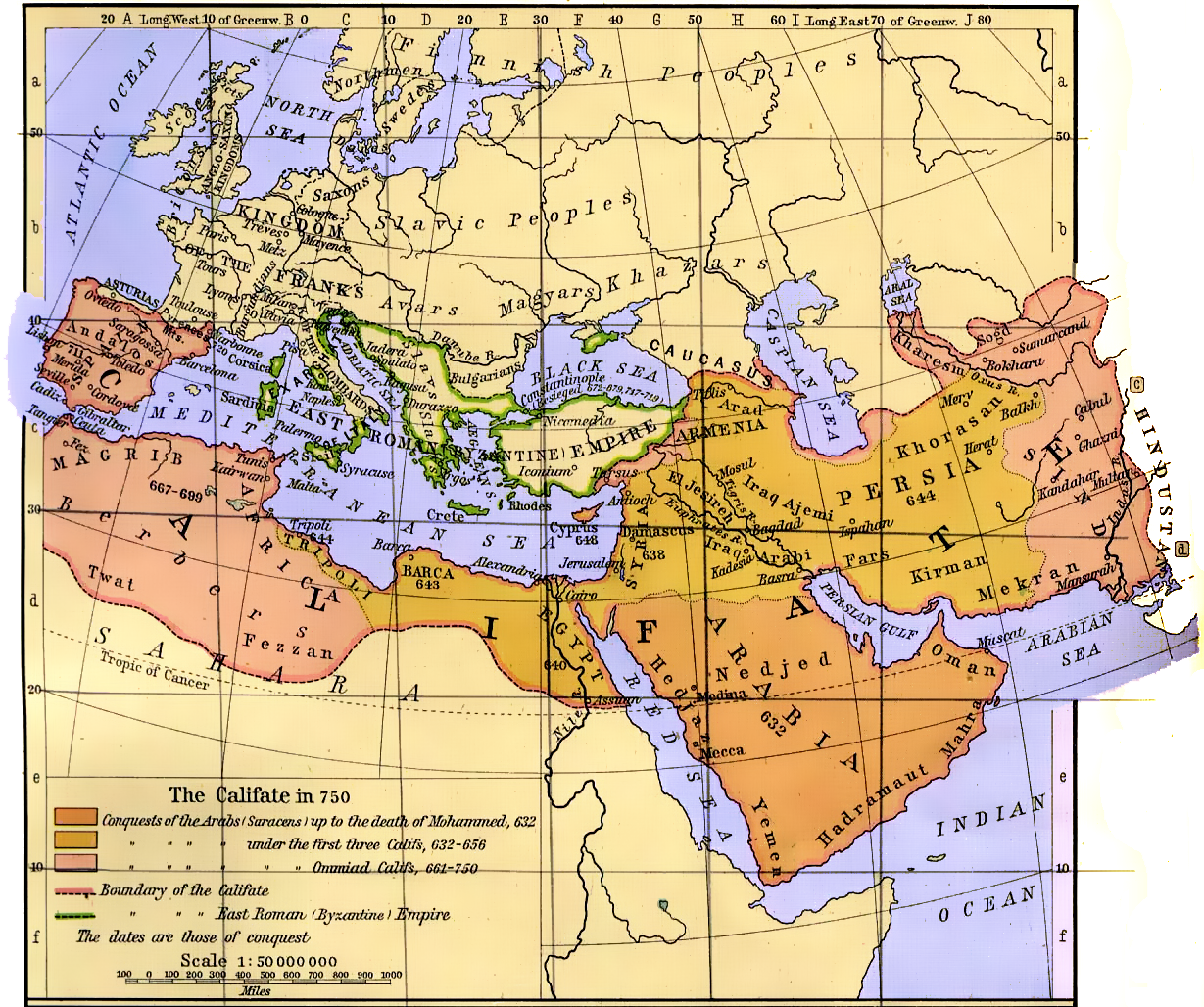
El territorio del Califato, que incluye la región de Armenia, en el año 750.

Después de la muerte del profeta Mahoma  en el año 632, sus sucesores extendieron su religión, el Islam, siempre mediante el uso de la fuerza,  comenzando una serie de campañas militares hasta conquistar la mayor parte del Oriente Próximo. 
Hacia el año 639, una fuerza de 18.000 guerreros bajo el liderazgo de Abd-er-Rahman, penetró en el distrito de Taron y en la región del lago Van, en el reino de Armenia y dominaron el país a sangre y fuego, pese a los esfuerzos del emperador bizantino Constancio II por salvaguardar la Armenia bizantina. Los guerreros árabes no disponían de equipos militares avanzados y estaban mal armados, pero contaban, como en otras conquistas, con su imprudencia temeraria y valiente, junto a una intenso fanatismo, que les llevó a acumular muchas victorias. Este tipo de lucha religiosa era desconocida en esos tiempos en Armenia.
El 6 de enero de 642, los árabes tomaron por asalto la ciudad de Dvin, ejecutando 12 000 de sus habitantes y llevándose a 35 000 como esclavos. El príncipe Theodoros Ṛštuni organizó la resistencia  y, tras salir victorioso, liberó a los armenios esclavizados. Sin embargo, finalmente aceptó el dominio árabe sobre Armenia. Así, en 645, la totalidad de Armenia cayó bajo mandato islámico. Este período de 200 años fue interrumpido por unas pocas y restringidas revueltas, que nunca tuvieron un carácter general.
El obispo Sebeos registró la historia de la conquista árabe. En su Historia de Heraclio, narró así la suerte de su país: 

¿Quién puede contar los horrores de la invasión de Ishmaelita (árabe), que establecen tanto la tierra como el mar en llamas? [...] El bendito Daniel ya preveía sus desgracias. [...] En el año siguiente (643), el ejército Ishmaelita cruzó hacia Atrpatakan (Azerbaiyán) y se dividió en tres cuerpos. Una parte fue hacia el monte Ararat, otro al territorio de Sephakan Gound y el tercero a la tierra de los alanos. Los que invadieron el campo de la Sephakan Gound destruyeron, saquearon y tomaron muchos prisioneros. Desde allí se marcharon a Ereván, donde atacaron la fortaleza, pero no pudieron capturarla
.Sebeos

## Armenia Bagrátida

Estandarte de la dinastía Bagratuni.

El reino bagrátida de Armenia, también conocido como Armenia bagrátida (en armenio: Բագրատունյաց Հայաստան Bagratunyats Hayastan o Բագրատունիների թագավորություն, Bagratunineri t’agavorut’yun, 'reino de los Bagratunis'), fue un estado independiente establecido por Ashot I Bagratuni a comienzo de los años 880, después de casi dos siglos de dominación extranjera de la Gran Armenia bajo el gobierno de las dinastías árabes omeya y abasí. Estando las dos potencias contemporáneas de la región, los abasíes y los bizantinos, demasiado preocupadas por concentrar sus fuerzas en someter a los pueblos de la región y con la disipación de varias familias nobles najarar armenias, Ashot fue capaz de afirmarse como la figura principal de un movimiento para expulsar a los árabes de Armenia. Ashot, de la familia Bagratuni, se declaró independiente en la ciudad fortificada de Ani. El califa, cansado de las veleidades de sus turbulentos protegidos, envió contra Armenia al general turco Baga al Qáhir en el año 852, que saqueó el país. Ani siguió manteniéndose inexpugnable.
El prestigio de Ashot aumentó cuando fue cortejado por líderes tanto bizantinos como árabes ansiosos por mantener un estado tapón cerca de sus fronteras. El Califato reconoció a Ashot como «príncipe de príncipes» en 861 (o 862) y, más tarde, en 884 o 885, tras la guerra contra los emires árabes vecinos, lo fue como rey de Armenia. el emperador de Constantinopla lo hizo en el año 885. Después de más de 450 años de ocupación extranjera, los armenios finalmente reafirmaron su soberanía en las tierras de sus antepasados.
El establecimiento del reino bagrátida condujo más adelante, pese a los esfuerzos bagrátidas por controlar a todas las familias nobles de Armenia, a la fundación de varios principados y reinos armenios: Taron, Vaspurakan, Kars, Jachén y Syunik. La unidad entre todos estos estados era a veces difícil de mantener mientras bizantinos y árabes no perdían la ocasión para explotar la situación interna del reino para sus propios intereses. Bajo el reinado de Ashot III, se trasladó la capital desde Kars a Ani, que se transformó en un centro económico y cultural floreciente, una de las ciudades más prestigiosas y ricas de Oriente, cada vez más embellecida y fortificada hasta ser conocida como la «ciudad de las cuarenta puertas y las 1001 iglesias». Ashot III permitió la independencia de la provincia de Kars en el año 962.

## Reino armenio de Cilicia

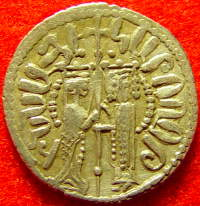
Moneda del rey Haitón I de Cilicia.

El reino armenio de Cilicia (también conocido como Pequeña Armenia, Armenia cilicia, Reino de Cilicia o Nueva Armenia) fue un reino formado en la Edad Media por refugiados armenios que huyeron de la invasión selyúcida de la Armenia bagrátida. Se encontraba en lo que actualmente es Turquía sudoriental, en la región de Cilicia. El reino fue independiente de 1078 a 1375 aproximadamente. El reino fue fundado por la dinastía rubénida, una rama menor de la gran familia de los Bagratuni, que ocupó en diversas ocasiones los tronos de Armenia y de Georgia. Su capital fue la ciudad de Sis.